# K-117 Briansk
Le K-117, puis K-117 Briansk (en russe : К-117 « Брянск ») est un sous-marin nucléaire lanceur d'engins du Projet 667BDRM Delfin (code OTAN : classe Delta-IV) de la Flotte du Nord de la Marine soviétique puis de la Marine russe.

## Construction
Le K-117 est le 1000e sous-marin construit en Russie et en URSS. Sa quille est posée le 1er septembre 1986 au chantier naval no 402 de la Sevmash à Severodvinsk. Il est inscrit sur la liste des navires de guerre de la Marine soviétique en tant que « croiseur sous-marin lance-missiles » (RPK). Le nom de K-117 « 70 лет Великого Октября » (en français : 70e anniversaire de la Grande Révolution d'Octobre) est un temps envisagé avant d'être abandonné.
Le sous-marin est lancé le 8 février 1988 puis, après avoir réussi ses essais constructeurs et ses essais officiels, il entre en service dans la Marine soviétique le 30 septembre 1988.

## Service
Le 9 novembre 1988, le K-117 est affecté à la 13e division de la 3e flottille de sous-marins de Flotte du Nord, stationnée dans la baie d'Olenia. Le 25 septembre 1990, il procède au lancement d'un missile balistique d'exercice (tube 5). Le 3 juin 1992, le bâtiment est reclassé en « croiseur nucléaire sous-marin stratégique » (APKSN).
Le 25 juin 1996, un accord est signé entre la Flotte du Nord et les autorités de la ville de Briansk, la capitale administrative de l'oblast de Briansk, concernant le parrainage du K-117 par cette ville. Le 27 janvier 1998, le K-117 est renommé K-117 Briansk. Longtemps en sommeil, le parrainage est relancé en 2006 à l'initiative de l'administration de la ville et du commandant-adjoint de l'état-major Valeri Manouev. En 2008, V. Manouev rend visite au centre de formation d'Obninsk où il rencontre l'équipage du sous-marin et les invite à venir visiter Briansk. Le 6 décembre 2008, pour la première fois, une délégation d'officiers du Briansk visite la ville. Le commandant du sous-marin Dmitri Stepanenko rencontre le maire de Briansk Igor Alekhine. En outre, le commandant reçoit des mains du gouverneur de l'oblast une médaille à l'occasion du 65e anniversaire de la libération de Briansk. Lors de la visite, l'équipage du sous-marin fait une visite de la ville, du mémorial en souvenir des partisans, du musée et du Monastère Svenski.

« Je remercie tous les résidents pour l'attention dont nous avons fait l'objet. Les liens étroits entre le sous-marin Briansk et la ville de Briansk vont nous aider à mener les missions de combat et de commandement que nous effectuons. »

— D. Stepanenko

### Réparation et modernisation
Le 19 février de la même année, il tire un missile balistique d'exercice. En 2000, il est affecté à la 31e division de la 3e flottille de sous-marins, basée dans la baie Iagelnaïa. Entre juillet 2002 et le mois de novembre 2007, le K-117 Briansk est placé en IPER pour entretien et modernisation au chantier naval SRZ Zvezdochka. Il reçoit à cette occasion les nouveaux missiles R-29RMU2 Sineva. Le 30 novembre 2007 il débute des essais à la mer après IPER,.

### Retour au service actif
Le 11 février 2008, le K-117 Briansk reprend le service actif. Le 14 juillet 2009, il procède au lancement d'un missile balistique R-29RMU2 Sineva en portée minimale sur le polygone de Chija, situé sur la péninsule de Kanine, depuis les environs du pôle Nord. Le 1er novembre, il tire en plongée un missile balistique depuis la mer de Barents cette fois en direction du polygone de Koura, sur la péninsule du Kamtchatka,,.
Le 28 octobre 2010, lance un missile R-29RMU2 Sineva depuis la mer de Barents en direction du polygone de Koura. En mars 2011, il est photographié sur dock PD-50. Le 17 juillet 2013, il rentre à sa base navale de Gadjievo à l'issue d'une patrouille opérationnelle d'environ trois mois, l'une des plus longues accomplies en flotte du Nord en 2013. Le 30 octobre, il procède à un lancement « surprise » de missile balistique R-29RMU depuis la mer Blanche en direction du polygone de Koura, en même temps que le K-433 Sviatoï Gueorgui Pobedonosets du projet 667BDR Kalmar (classe Delta-III) qui tirait lui depuis l'océan Pacifique en direction du polygone de Chija.

## Commandants
Premier équipage
- 1987-1993 : A.M. Smotrov
- 1993-1997 : I. V. Poloji
- 1997-1999 : Andreï Riaboukhine
- 1999-2006 : Sergueï Ratchouk
- 2006-2008 : A. Pavlovski
- 2008?-2014 : Dmitri Stepanenko

Deuxième équipage
- 1987-1989 : V.A. Ganitchev
- 1989-1993 : V.A. Vovianko
- 1993-1995 : Iouri Ivanovitch Iourtchenko
- 1995-1999 : V.V. Andreïev
- 1999-2000 : A.M. Korabliov
- 2000 : B.I. Dourtsev
- 2000-2001 : A. Pavlovski
- 2001-2003 : S.V. Domnine
- 2003-2005 : N.T. Goydine
- 2005-2006 : D.A. Zelikov